# 前百户胡同
前百户胡同，是位于北京市西城区中部的一条胡同。

## 简介
前百户胡同呈弧形走向，原来东南到新文化街，西北到笔管胡同，全长320米，平均宽6米。原先地处金中都崇智关，建有唐薛仁贵祠。薛仁贵曾经首任安东都护，白衣征战，被称为虎将，所以祠前设有白石虎，祠也俗称为白虎神庙，简称白虎庙。明朝此地纳入北京内城，形成街巷，称“白虎庙街”。清朝，“白虎”谐音为“百户”，并且派生为“前百户庙”与“后百户庙”。该胡同在南，所以称“前百户庙”。1965年北京市整顿地名时，改称“前百户胡同”。2000年代，前百户胡同东段拆除，原址兴建长安兴融中心。前百户胡同西段被保留下来，仍通往笔管胡同。